# 高等法院
高等法院（英語：High Court）通常指地位僅次於最高法院的一種法院，通常有無限的司法管轄權，但不具最終審判權。

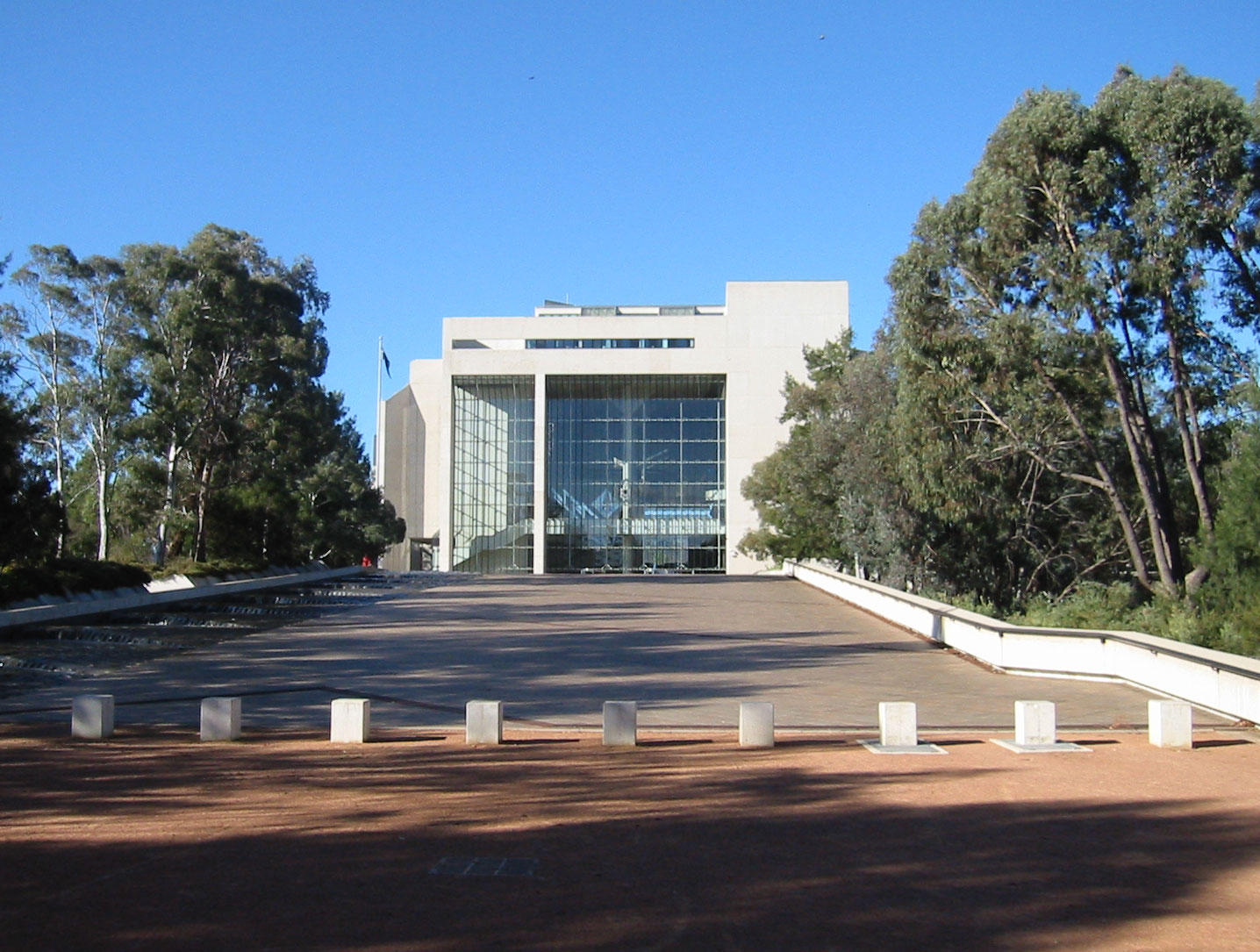
澳洲高等法院

## 各地高等法院
- 英格蘭及  威爾斯
  - 英格蘭及威爾斯高等法院
- 澳洲
  - 澳洲高等法院

- 爱尔兰
  - 愛爾蘭高等法院

- 前法蘭西王國
  - 各前法国高等法院

- 中華民國（臺灣）
  - 臺灣高等法院
  - 臺灣高等法院臺中分院
  - 臺灣高等法院臺南分院
  - 臺灣高等法院高雄分院
  - 臺灣高等法院花蓮分院
  - 福建高等法院金門分院
  - 智慧財產及商業法院
  - 各高等行政法院：臺北、臺中、臺南（籌設中）、高雄
  - 國防部高等軍事法院

- 中华人民共和国大陸地區
  - 中国大陸各省级行政区高级人民法院
    - 新疆维吾尔自治区高级人民法院伊犁哈萨克自治州分院
    - 新疆维吾尔自治区高级人民法院生产建设兵团分院

  - 专门人民法院之高级军事法院：中国人民解放军军事法院
- 香港高等法院（分為原訟法庭和上訴法庭），香港主權移交前稱為香港最高法院

- 日本
  - 札幌高等裁判所
  - 仙台高等裁判所
    - 仙台高等裁判所秋田支部

  - 東京高等裁判所
  - 大阪高等裁判所
  - 名古屋高等裁判所
    - 名古屋高等裁判所金澤支部

  - 廣島高等裁判所
    - 廣島高等裁判所岡山支部
    - 廣島高等裁判所松江支部

  - 高松高等裁判所
  - 福岡高等裁判所
    - 福岡高等裁判所宮崎支部
    - 福岡高等裁判所那霸支部

- 美国
  - 各聯邦上訴法院

- - 首爾高等法院
    - 首爾高等法院春川院外裁判所
    - 首爾高等法院仁川院外裁判所

  - 水原高等法院
  - 大田高等法院
    - 大田高等法院清州院外裁判所

  - 大邱高等法院
  - 釜山高等法院
    - 釜山高等法院昌原院外裁判所
    - 釜山高等法院蔚山院外裁判所

  - 光州高等法院
    - 光州高等法院全州院外裁判所
    - 光州高等法院濟州院外裁判所